# Quadracaea mediterranea
Quadracaea mediterranea är en svampart som beskrevs av Lunghini, Pinzari & Zucconi 1996. Quadracaea mediterranea ingår i släktet Quadracaea, divisionen sporsäcksvampar och riket svampar.   Inga underarter finns listade i Catalogue of Life.